# Eida Batzmi
Eida Batzmi är en av yazidiernas många högtider. Den pågår under sju dagar från sista onsdagen i december. Den brukar normalt äga rum i byn Lalish, där yazidiernas viktigaste tempel finns, några mil norr om Mosul i Irak. Första dagarna under Batzmi fastar man och sjunger heliga hymner och dansar. På torsdagkvällen bryter man fastan och serverar speciella maträtter och utbyter kunskaper. Söndag morgon börjar det nya året och man hedrar Shejk Shems, en av de sju änglarna som symboliserar solen.

## Eida Batzmi
Yazidier dyrkar solen och sju änglar varav Melek Taus, påfågelängeln är den främsta. Sol och eld spelar en stor roll vid deras ceremonier och ritualer och talet sju är ett heligt tal. Yazidier tror att de sju änglarna samlas i Lalish under september, för att bestämma världens öde under det kommande året.
Festivalen Batzmi pågår i sju dagar och börjar den sista onsdagen i december och spänner således över årsskiftet.
Första dagarna under Batzmi fastar man och sjunger heliga hymner. På torsdagkvällen berättas om yazidiernas historia, man utbyter kunskaper och äter speciella rätter under natten. På fredag eftermiddag tänder man sju ljus och slaktar ett får. Sju köttbitar läggs åt sidan för de sju änglarna. Därefter lagas en speciell rätt i stora mängder för att räcka under de återstående dagarna. Den sista onsdagen serveras Simata Piralli en soppa som bara äts vid detta tillfälle. Till soppan serveras sju Swag, runda bröd formade som en sol.